# معركة رأس جاتا (1815)
وقعت معركة كيب جاتا في 17 جوان 1815 قبالة الساحل الجنوبي الشرقي لإسبانيا ومثلت بداية الحرب البربرية الثانية. اشتبك سرب من السفن بقيادة ستيفن ديكاتور الابن مع الفرقاطة البحرية الجزائرية (مشهودة) بقيادة الأدميرال حميدو. وبعد معركة شرسة، استولى سرب ديكاتور على الفرقاطة الجزائرية، وحقق نصرًا حاسمًا.

## السياق
غادر سرب ستيفن ديكاتور نيويورك 20 مايو 1815 بأوامر بتدمير السفن الجزائرية وإجبار الداي عمر آغا على وقف الهجمات على السفن الأمريكية. وصل مضيق جبل طارق في 15 يونيو ويبدأ مهمته. ثم علم أن طرادين جزائريين (الفرقاطة مشهودة والعميد استوديو ) قد عبرتا المضيق قبله بوقت قصير. حاول اللحاق بهم قبل أن يصلوا إلى الجزائر.

## المعركة
واجه ستيفن ديكاتور ، بقيادة أسطول مكون من 9 سفن ، السفينة الرئيسية مشهودة ، وهي فرقاطة بها 44 مدفعًا بناها نجار إسباني في الجزائر العاصمة في عام 1802 ، والتي انطلقت بناء على أوامر بمطاردة سفينة أمريكية لكنها لم تكن على علم بأن سربًا أمريكيًا كان في طريقه.
معتقدًا في البداية أن السرب كان إسبانيًا ثم تجاوزه التسلح الأمريكي ، قرر رايس حميدو الفرار نحو الجزائر ولكن انضم إليه سرب ديكاتور. بعد ذلك يصاب القائد الجزائري ، الأمر الذي يدفع طاقمه لتغيير الإستراتيجية. كان يحاول الآن الوصول إلى بر الأمان في ميناء على طول الساحل الإسباني 
ثم يتم ربط السفينة بالفرقاطة Constellation والسفينة الشراعية Ontario التي تقصفها. يحاول الجزائريون الانتقام لكن ديكاتور تضع Guerriere (في) بجانب المشهودة ويطلق النار عليها. كانت العواقب وخيمة ، قُتل رأس حميدو ودمرت السفينة جزئيًا. ثم أوقف ديكاتور الهجوم وانتظر استسلام الجزائريين. ومع ذلك ، استمروا في الدفاع عن أنفسهم بالبنادق. ثم كانت السفينة الشراعية L ' Epervier التي قصفت مشهودة. ثم ينتهي الأمر بالجزائريين بالاستسلام.

## النتائج
تم أسر أربعمائة وستة جزائريين ، جُرح معظمهم ، ومات 30 آخرون ، ولم يتعرض الأمريكيون إلا لخسائر طفيفة (4 قتلى و 10 جرحى) . ثم واصل ديكاتور طريقه نحو الجزائر العاصمة. مر على متن سفينة جزائرية أخرى قبالة كيب بالوس . بعد الاستيلاء على هذا ، وصل ديكاتور إلى الجزائر العاصمة. بسبب خسارة مشهودة والأدميرال رأس حميدو ، تأثرت بشكل كبير الروح المعنوية للقوات الجزائرية وقدراتهم البحرية. السرب الأمريكي لا يواجه أي معارضة أخرى وينتهي به الأمر بالحصول على تعهد الداي عمر آغا بعدم مهاجمة السفن الأمريكية بعد الآن,.